# Sofie Lenaerts

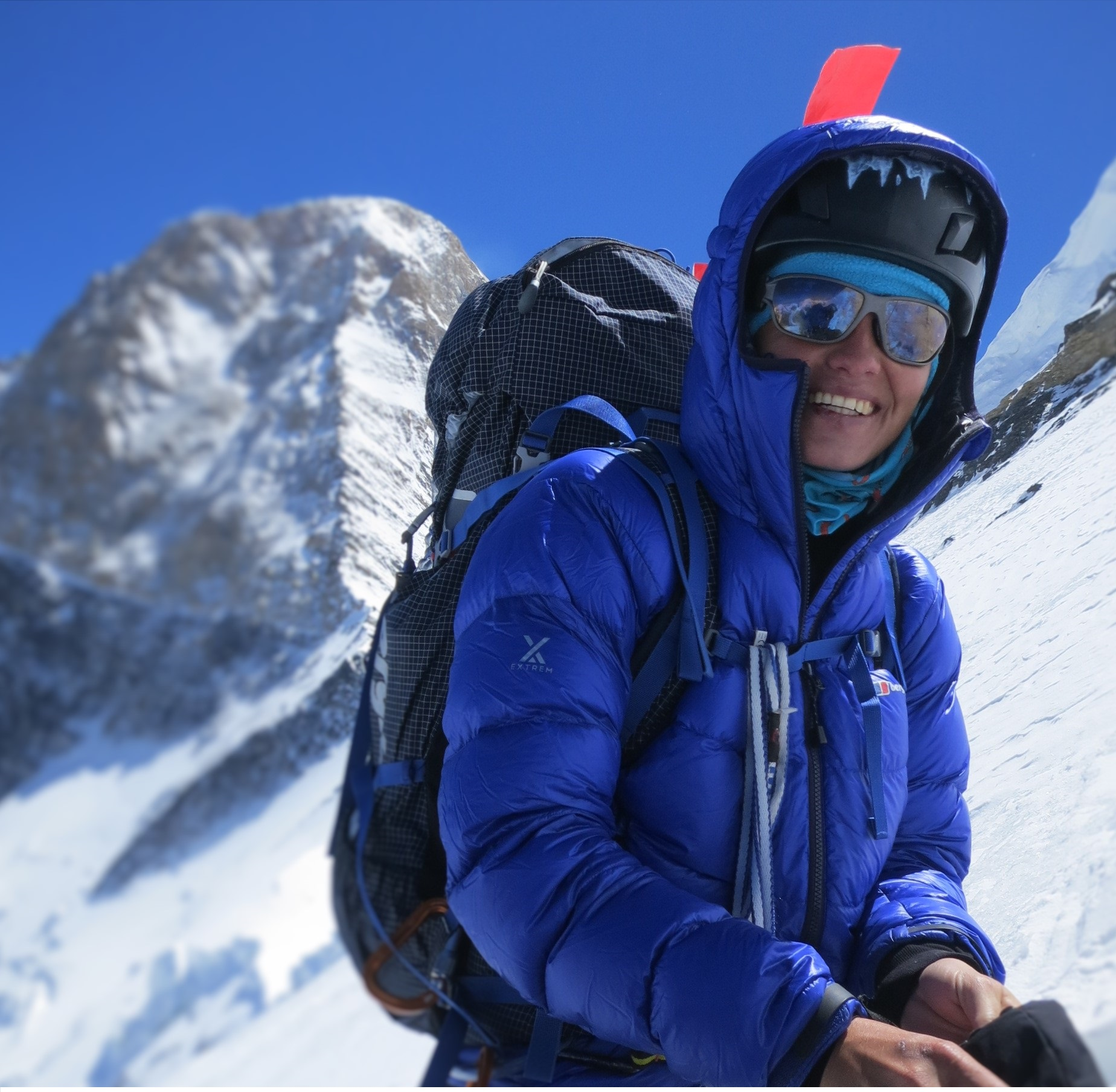
Sofie Lenaerts 2015 am Khan Tengri

Sofie Lenaerts (geboren am 25. September 1975 in Leuven) ist eine belgische Höhenbergsteigerin. Von 2009 bis 2020 bestieg sie die Seven Summits als erste Frau aus einem Beneluxland. 2015 gelang ihr eine Solobesteigung des Khan Tengri im Tian Shan.

## Leben
Lenaerts wurde im September 1975 in Löwen, Belgien geboren. Sie arbeitet seit 1994 bei der belgischen Polizei zuerst bei einer Motorradeinheit und später bei der Verkehrssicherheit. Seit 2019 ist sie die Moderatorin der Verkehrssendung „Kijk uit“. Lenaerts ist verheiratet.
In Pakistan hat sie für die dortige Schule im Klettergebiet in einer Spendenaktion 7800 € gesammelt.

## Alpinistische Karriere
Mit 24 Jahren begann sie zu klettern, zuerst in den Alpen, danach auch in vielen anderen Bergregionen. Sie spezialisierte sich auf das Höhenbergsteigen und konnte darin ihre Fähigkeiten immer mehr ausbauen. Bei einigen ihrer Besteigungen war sie die erste belgische Frau, der diese gelang, so 2021 am Broad Peak (8035 m) und 2023 am Cholatse (6440 m).
2015 bestieg Lenaerts den Khan Tengri (7010 m) in Kasachstan Solo. Diese Besteigung hat sie besonders genossen, weil sie allein mit dem Berg war. Auf der anderen Seite hat es ihr aber auch gezeigt, dass sie einen Kletterpartner braucht.
Es war nicht von Anfang an Lenaerts Wunsch die Seven Summits zu besteigen. Angefangen hat es mit dem Elbrus in Russland, dem höchsten Berg Europas. Danach kamen der Acconcague und der Denali dazu, erst nach der Besteigung des Mount Everest 2016 fasste Lenaerts den Entschluss, die Seven Summits zu vollenden. Es gelang ihr 2020.
Die Seven Summits hat Lenaerts  in folgender Reihenfolge bestiegen:
- 2009: Elbrus (5642 m), Europa
- 2010: Aconcague (6962 m), Südamerika
- 2012: Denali (6190 m), Nordamerika
- 2016: Mount Everest (8848 m), Asien
- 2017: Puncak Jaya (4884 m), Ozeanien
- 2018: Kilimandscharo (5895 m), Afrika
- 2020: Mount Vinson (4892 m), Antarktis

## Auszeichnungen
Im September 2022 erhielt Lenaerts den Albert Mountain Award 2022. Die Stiftung vergibt diesen Preis alle zwei Jahre an einzelne Preisträger, die sich in außergewöhnlicher Weise für den Alpinismus eingesetzt haben.